# П’єр Грільє
П’єр Грільє (фр. Pierre Grillet, 21 березня 1932, Пйоланк — 11 січня 2018, Авіньйон) — французький футболіст, що грав на позиції нападника, зокрема за паризький «Расінг» та національну збірну Франції.

## Клубна кар'єра
У дорослому футболі дебютував 1950 року виступами за команду «Расінг» (Париж), в якій провів два сезони, взявши участь у 13 матчах чемпіонату. 
Протягом 1953—1954 років захищав кольори «Тулузи», після чого повернувся до паризького «Расінга». Цього разу відіграв за команду з Парижа наступні сім сезонів своєї ігрової кар'єри. Більшість часу, проведеного у складі паризького «Расінга», був основним гравцем атакувальної ланки команди та одним із її головних бомбардирів, маючи середню результативність на рівні 0,34 гола за гру першості.
Завершував ігрову кар'єру у «Нанті», за який виступав протягом 1961—1962 років.

## Виступи за збірну
1954 року дебютував в офіційних матчах у складі національної збірної Франції. Протягом наступних семи років провів у її формі 9 матчів, забивши 2 голи.
Помер 11 січня 2018 року на 86-му році життя в Авіньйоні.